# Giovanni Antonio Bazzi
Giovanni Antonio Bazzi (lepiej znany jako Il Sodoma, ur. 1477 w Vercelli, zm. 15 lutego 1549 w Sienie) – włoski malarz, leonardianin. Stylistycznie jego twórczość należy do późnego renesansu i manieryzmu włoskiego.

## Życiorys
Był synem szewca. W latach 1490–1497 uczył się u boku G.M. Spanzottiego. Był uczniem Leonarda da Vinci. Zdaniem Antoniny Vallentin Bazzi mógł być autorem jednej z kopii obrazu Leda z łabędziem. W 1501 roku przeniósł się do Sieny. W latach 1505–1508 tworzył malowidła ścienne w klasztorze Monte Oliveto Maggiore koło Sieny. W 1508 przyjechał do Rzymu, gdzie współpracował z Rafaelem w zdobieniu Stanz Watykańskich na zlecenie papieża Juliusza II. W 1513 roku malował freski w Villa Farnesina w Rzymie.
W swojej twórczości łączył elementy szkoły lombardzkiej, umbryjskiej i toskańskiej. Jego twórczość wyróżnia się subtelną grą światła, wymyślną kompozycją i łagodnym modelunkiem.
Był homoseksualistą. W niepochlebnej dla Bazziego opinii Giorgio Vasari podaje, że jego przydomek Il Sodoma pojawił się po 1512 roku. Przekaz Vasariego jest podawany w wątpliwość. Uważa się, że pseudonim stanowił żart, jednak sam artysta przyjął je bez zastrzeżeń.
W 1525 roku namalował Świętego Sebastiana. Obraz znajduje się w Palazzo Pitti we Florencji.